# Estados Unidos en los Juegos Paralímpicos de Vancouver 2010
Estados Unidos estuvo representado en los Juegos Paralímpicos de Vancouver 2010 por un total de 49 deportistas, 36 hombres y 13 mujeres.

## Medallistas
El equipo paralímpico estadounidense obtuvo las siguientes medallas:
| Nombre | Deporte            | Evento                                      |
| --- | ------------------ | ------------------------------------------- |
| Oro |                    |                                             |
| Alana Nichols | Esquí alpino       | Descenso sentado femenino                   |
| Alana Nichols | Esquí alpino       | Eslalon gigante sentado femenino            |
| Stephani Victor | Esquí alpino       | Supercombinada sentado femenino             |
| Mike Blabac Steven Cash Taylor Chace James Connelly Bradley Emmerson Joe Howard Tim Jones Nikko Landeros Taylor Lipsett Adam Page Josh Pauls Alexi Salamone Greg Shaw Bubba Torres Andy Yohe | Hockey sobre hielo | Torneo mixto                                |
| Plata |                    |                                             |
| Stephani Victor | Esquí alpino       | Eslalon sentado femenino                    |
| Stephani Victor | Esquí alpino       | Eslalon gigante sentado femenino            |
| Laurie Stephens | Esquí alpino       | Descenso sentado femenino                   |
| Alana Nichols | Esquí alpino       | Supergigante sentado femenino               |
| Mark Bathum | Esquí alpino       | Descenso discapacidad visual masculino      |
| Bronce |                    |                                             |
| Andy Soule | Biatlón            | 2,4 km persecución sentado masculino        |
| Danelle Umstead | Esquí alpino       | Descenso discapacidad visual femenino       |
| Danelle Umstead | Esquí alpino       | Supercombinada discapacidad visual femenino |
| Alana Nichols | Esquí alpino       | Supercombinada sentado femenino             |